# John Franklin Enders

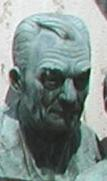
Bronzebüste von Enders in der Polio Hall of Fame

John Franklin Enders (* 10. Februar 1897 in West Hartford, Connecticut, USA; † 8. September 1985 in Waterford, Connecticut, USA) war ein US-amerikanischer Bakteriologe, Virologe und Immunologe. Er erhielt 1954 den Nobelpreis für Physiologie oder Medizin. Enders wurde der „Vater der modernen Impfung“ genannt und seine Entdeckungen retteten nach Schätzungen über 114 Millionen Menschenleben weltweit.

## Leben
Enders besuchte die Noah Webster School in Hartford und die St. Paul’s School in Concord, New Hampshire. Nach Abschluss der High School 1915 ging er zur Yale University, doch unterbrach er sein Studium 1918, um Pilot in der US-Luftwaffe im Rang eines Fähnrichs zu werden. Nach dem Ersten Weltkrieg ging er nach Yale zurück und erhielt 1919 einen B.A. (ehrenhalber) und schließlich 1920 den normalen Titel.
Anschließend betätigte er sich als Grundstücksmakler in Hartford, eine Tätigkeit, die ihn nicht befriedigte. Er schrieb sich an der Harvard University in Cambridge (Massachusetts) ein und studierte vier Jahre lang Englische Literatur und Germanische und Keltische Sprachen mit der Absicht, Englischlehrer zu werden. Doch auch diese Laufbahn befriedigte ihn nicht. Schon lange war er an Biologie interessiert und durch Medizinstudenten unter seinen Freunden in Harvard, wozu auch der Bakteriologe Hans Zinsser gehörte, wurde dieses Interesse wieder geweckt mit dem Ergebnis, dass er das Studium der Bakteriologie und Immunologie aufnahm. Er schloss es 1930 mit einer Dissertation über ein bakteriologisches Thema ab. Von 1930 bis 1946 gehörte er zum Lehrkörper der Harvard University.
Von 1946 bis 1972 arbeitete Enders als Chef der Forschungsabteilung an einem Forschungslaboratorium für Infektionskrankheiten am Kinderkrankenhaus von Boston. Darüber hinaus fungierte er in den Jahren 1952/1953 als Präsident der American Association of Immunologists. Den Lehrbetrieb an der Universität setzte er mit höchstens zwei Vorlesungen pro Jahr fort. Er wurde 1956 Ordinarius und erhielt 1962 den Titel Distinguished Professor, den er bis zur Emeritierung 1967 behielt.
Enders heiratete 1927 Sarah Frances Bennett aus Brookline, Massachusetts, die 1943 verstarb. Er hatte aus dieser Ehe einen Sohn, John Ostrom Enders II (1928–1982) und eine Tochter, Sarah Enders. 1951 schloss er die zweite Ehe mit Carolyn B. Keane (1906–2000) aus Newton Center, Massachusetts, die den Stiefsohn William Edmund Keane mit in die Ehe brachte. John Franklin Enders starb am 8. September 1985 in Waterford, Connecticut.

## Arbeit als Virologe und Bakteriologe
An der Harvard Medical School entwickelte er zusammen mit seinen Mitarbeitern Methoden zur Züchtung von Viren in desinfizierten Gewebekulturen. Lebende Versuchstiere wurden so ersetzt. Die Veränderungen des Gewebes konnten unter dem Mikroskop betrachtet werden. Das war ein Meilenstein in der Virenforschung.
Für ihre Entdeckung der Fähigkeit des Poliovirus – Erreger der Kinderlähmung – in Kulturen verschiedener Gewebstypen zu wachsen erhielten 1954 er, Frederick Chapman Robbins und Thomas Huckle Weller gemeinsam den Nobelpreis für Physiologie oder Medizin.
Enders war an der frühen Entwicklung eines Masernimpfstoffs beteiligt (mit Samuel L. Katz, zur Reife entwickelt von Maurice Hilleman) und an der Erforschung von Adenoviren, denen er den Namen gab.

## Ehrungen und Mitgliedschaft
- 1946 wurde Enders in die American Academy of Arts and Sciences gewählt.[7]
- 1953: Aufnahme in die National Academy of Sciences der USA
- 1953: Passano Award
- 1954: Albert Lasker Award for Basic Medical Research
- 1954: Nobelpreis für Physiologie oder Medizin
- 1955: Charles-V.-Chapin-Medaille
- 1955: Gordon-Wilson-Medaille
- 1955: Mitglied der American Philosophical Society[8]
- 1958: Mitglied der Akademie der Naturforscher Leopoldina[9]
- 1958: Aufnahme in die Polio Hall of Fame at Warm Springs (Georgia)
- 1962: Robert-Koch-Preis
- 1962: Howard Taylor Ricketts Award
- 1963: Presidential Medal of Freedom
- 1967: Foreign Member der Royal Society of London
- 1971: Korrespondierendes Mitglied der Académie des sciences (ab 1973 associé étranger)
- 1981: Galen Medal der Londoner Apotheker-Gesellschaft.

Enders erhielt die Ehrendoktorwürde von dreizehn Universitäten.